# Jairzinho Rozenstruik
Jairzinho Rozenstruik, bijnaam Bigi Boi (Paramaribo, 17 maart 1988), is een Surinaams MMA-vechter en kickbokser.

## Carrière
Rozenstruik groeide op in de woonwijk Rens in Paramaribo. Aanvankelijk sportte hij op het Rensproject als basketballer en voetballer. Op zeventienjarige leeftijd begon hij te trainen in het kickboksen in een lokale sportschool. Gedurende zijn kickbokslessen werd hij ontdekt door coach Michael Babb van Vos Gym Amsterdam. In zijn kickbokscarrière won Rozenstruik in totaal 76 wedstrijden, waarvan 64 door knock-out. Hij werd kampioen bij verschillende organisaties zoals Slamm Soema Na Basi (Wie Is De Baas) en Wu Lin Feng.
Rozenstruik maakte in 2012 zijn professionele MMA-debuut. Hij won toen in Rusland van Evgeni Boldyrev door hem in de eerste ronde knock-out te slaan. Zes maanden daarna sloeg hij deze in een rematch wederom knock-out. Hierna begon hij zich weer te richten op het kickboksen, waarna hij zijn MMA-carrière in 2017 weer oppakte. In mei 2018 vocht hij bij de Japanse organisatie Rizin tegen Andrey Kovalev en won middels een verdeelde jurybeslissing.

### Ultimate Fighting Championship
Rozenstruik debuteerde in februari 2019 bij de Ultimate Fighting Championship (UFC). Hij vocht als vervanger tegen Júnior Albini en sloeg hem in de tweede ronde technisch knock-out (TKO). Vier maanden later sloeg hij Allen Crowder na negen seconden knock-out, wat hem de Performance of the Night award opleverde. In november 2019 nam hij het op tegen voormalig kampioen Andrei Arlovski, die hij wederom in de eerste ronde na 29 seconden knock-out sloeg. 
Rozenstruik vocht op 7 december 2019 voor het eerst in de hoofdpartij binnen de organisatie tegen Alistair Overeem. Hij won door knock-out in de vijfde ronde, slechts vier seconden voor het einde van het gevecht.
Na zijn winst op Overeem ging Francis Ngannou Rozenstruiks uitdaging aan. Het gevecht, dat op 28 maart zou plaatsvinden, werd meerdere malen uitgesteld vanwege de coronapandemie. In het duel, dat uiteindelijk op 9 mei 2020 plaats vond, werd Rozenstruik na 20 seconden knock-out geslagen. Voor Rozenstruik was het zijn eerste nederlaag in de UFC. In augustus 2020 maakte hij zijn rentree in Las Vegas en won met een knock-out van de Braziliaan Junior dos Santos.
Op 27 februari 2021 vocht Rozenstruik tegen de Fransman Ciryl Gane en verloor middels een unanieme jurybeslissing. Op 5 juni 2021 won hij in de laatste seconden van de eerste ronde tegen de Braziliaan Augusto Sakai. Op 25 september 2021 verloor hij op punten van de Amerikaan Curtis Blaydes.
Op 4 juni 2022 vocht Rozenstruik tegen Alexander Volkov en verloor op technisch knock-out in de eerste ronde. Vervolgens wist hij op 10 december 2022 te winnen van de Amerikaan Chris Daukaus, die hij binnen 23 seconden knock-out sloeg. Op 13 mei 2023 verloor hij van de Braziliaan Jailton Almeida middels een submissie (verwurging) in de eerste ronde.
Op 2 maart 2024 vocht Rozenstruik tegen Shamil Gaziev. Hij won het gevecht na de vierde ronde op technische knock-out. Op 18 augustus 2024 versloeg hij de Australiër Tai Tuivasa, en keerde daarmee terug naar de top 10 van zwaargewichten.
Rozenstruik verloor op 1 februari 2025 tegen de Rus Sergei Pavlovich. Het unanieme verlies was voor de UFC reden om het contract met Rozenstruik te verbreken. Rozenstruik zei dat hij in de kleedkamer duizelig was geworden door verfdampen en last had van een blessure.

### Dirty Boxing
In juni 2025 vervolgde hij zijn carrière in het kampioenschap van Dirty Boxing 2 in Miami, Florida. In zijn eerste wedstrijd nam de 37-jarige Bigi Boi hij het op tegen de 28-jarige Victor Cardoso uit Brazilië. In de eerste ronde bezorgde hij hem een gescheurd oor en in de tweede ronde sloeg hij de Braziliaan knock-out. In de maand erna tekende hij een meergevechtencontract bij Dirty Boxing Championship.